# جوزيف أ. ماير
جوزيف أ. ماير (بالإنجليزية: Joseph A. Meyer)‏ هو لاعب كرة قاعدة أمريكي، ولد في 1895، وتوفي في 14 يوليو 1970 في سينسيناتي في الولايات المتحدة.